# يون سيغوردسون
يون سيغوردسون هو مؤرخ وسياسي آيسلندي، ولد في 17 يونيو 1811 في Hrafnseyri ‏ في آيسلندا، وتوفي في 7 ديسمبر 1879 في كوبنهاغن في الدنمارك. انتخب عضو في حركة ايسلندا للاسقلال "Icelandic independence movement" [الإنجليزية] .

## وصلات خارجية
- يون سيغوردسون على موقع الموسوعة البريطانية (الإنجليزية)